# Sphaerogalba
Sphaerogalba is een geslacht van weekdieren uit de klasse van de Gastropoda (slakken).

## Soort
- Sphaerogalba bulimoides (Lea, 1841)